# Стёпа-моряк
«Стёпа-моряк» — советский рисованный мультфильм 1955 года, который создали Валентина и Зинаида Брумберг.
История о том, как важно учить математику, если мечтаешь быть моряком.

## Сюжет
У пионера Степана в жизни важная цель — успеть сделать географическое открытие. Уже открыт Южный полюс и Берингов пролив, надо спешить и поэтому не остаётся времени на уроки.
Сестра Таня просит помочь решить арифметическую задачу. Ответ получается сомнительный, но это и не важно, во всяком случае, судовождение серьёзней.
В ожидании соседа, моряка Михал Михалыча, который обещал дать компас, Стёпа читает книгу «Путешествие на „Ястребе“» и засыпает. Во сне он — капитан парусного судна «Ястреб», его товарищ Володя — штурман и помощник по продовольственной части, а Михал Михалыч — боцман. Им предстоит кругосветное путешествие. Надо проложить курс, но работать с секстантом Стёпа не умеет, поэтому курс утверждён им без проверки.
На своём пути «Ястреб» встречает множество опасностей. За судном устремляется акула, чтобы съесть экипаж, но её останавливает выброшенный за борт Володин обед (шоколадный торт, лимонад с бисквитами и сто порций мороженого), от которого акула замерзает, превращаясь в айсберг. Затем «Ястреб» оказывается в полярных водах, где, проламывая лёд, подбирает двух белых медвежат, впоследствии ставших помощниками Михал Михалыча. Стёпа замечает неизвестный остров и приказывает плыть к нему, в надежде открыть новую, ещё не изведанную землю, но это оказывается коралловый риф, и лишь опыт Михал Михалыча и смелость матросов не дали судну утонуть. Наконец, ночью Стёпа и Володя видят огни в воде и решают, что океан горит, объявляя пожар, но Михал Михалыч объясняет, что «Ястреб» в тропических водах, где плавают светящиеся рыбы.
Радист парусника получает сигнал SOS. В районе острова Зелёных Кактусов потерпел крушение и тонет пароход «Ласточка». Пассажирами на нём — сестра Таня и её любимые игрушки. Надо сделать вычисление, чтобы «Ястреб» не подошёл во время отлива, тогда спасение будет невозможным (задача оказывается той же, что и в учебнике).
По пути Володя уговаривает рулевого сделать короткую остановку у острова, где растёт множество деревьев с фруктами. Однако там на них нападают обезьяны, которые похищают Володю и издеваются над ним. Ценой неимоверных усилий его удаётся спасти.
На острове начинается извержение вулкана, а спасателей нет. Когда судно подходит к острову, начинается отлив. Капитан Стёпа опять допустил ошибку при решении задачи. Матросы спускают шлюпку и по бушующим волнам едва добираются до берега. Таню с куклами сажают в шлюпку, но от сильного извержения шлюпка с членами экипажа и спасёнными переворачивается, и на этом Стёпа просыпается.
Проснувшись, Степан понимает, что хорошим моряком без прилежной учёбы не станешь, и решает пока не уходить в море. А у пришедшего домой Михал Михалыча он просит не компас, а помощи в решении десятичных дробей.

## Ошибки фильма
Математическая задача в фильме формулируется так: «Корабль «Ястреб» проходит в час 17 узлов». Данная бессмысленная фраза может означать, что скорость корабля «Ястреб» составляет 17 узлов, т. е. 17 морских миль в час, или 17 · 1,852 = 31,5 км/ч. Расстояние, которое требуется пройти кораблю с этой скоростью, задаётся в задаче как 1830,9 км, отчего Стёпа, поделив расстояние на скорость в узлах, получает неверный ответ в 108,7 часов, а правильным объявляется ответ в 107,7 часов («Я ошибся на целый час!», — восклицает Стёпа). Однако, исходя из истинной скорости корабля в узлах, правильное решение задачи составляет 1830,9/31,5 = 58,1 часов. Однако зрители фильма так об этом и не узнают.

## Над фильмом работали
- Автор сценария — Сергей Ермолинский
- Режиссёры: Валентина и Зинаида Брумберг
- Художники-постановщики: Лана Азарх, Григорий Козлов
- Художник — Анатолий Сазонов
- Композитор — Андрей Волконский
- Оператор — Елена Петрова
- Звукооператор — Николай Прилуцкий
- Дирижёр — Григорий Гамбург
- Художники-мультипликаторы: Николай Фёдоров, Елизавета Комова, Вадим Долгих, Борис Бутаков, Василий Рябчиков, Фёдор Хитрук, Игорь Подгорский, Татьяна Фёдорова, Татьяна Таранович, Владимир Крумин, Геннадий Новожилов, Надежда Привалова, Рената Миренкова, Константин Чикин
- Художники фонов: Ольга Геммерлинг, Елена Танненберг, Галина Невзорова, Константин Малышев
- Ассистенты режиссёра: Татьяна Фёдорова, Галина Андреева
- Ассистент по монтажу — Валентина Иванова

## В ролях
| Актёр                            | Роль                                             |
| -------------------------------- | ------------------------------------------------ |
| Лилия Гриценко                   | Стёпа                                            |
| Галина Новожилова                | Таня — его сестра                                |
| Евгения Морес                    | Володя — их сосед                                |
| Михаил Яншин                     | Михал Михалыч                                    |
| Эраст Гарин (не указан в титрах) | игрушечный клоун, передающий сигнал SOS по радио |

## История создания
Персонаж мультфильма Михал Михалыч внешне похож на артиста Михаила Яншина, который его и озвучивал.

Михаил Михайлович Яншин стал в нашей группе постоянным консультантом по работе с актёрами, он сам их и подбирал. Актёры изучали эскизы персонажей и декораций, входили в атмосферу фильма. Причём мы показывали им типажи во всех ракурсах и поворотах: какой герой как улыбается, плачет, сердится. А сколько дублей записывалось! Доводили до идеала — ведь потом «под них» работали мультипликаторы. Кроме того, Яншин очень много говорил о взаимодействии голоса и музыки, что они не должны мешать друг другу…— Из интервью художника Ланы Азарх, 2004 г.
Отрывок из интервью:

- Сергей Капков: Легко вам работалось с сёстрами Брумберг?
- Лана Азарх: Да, они в меня поверили. По картине «Степа-моряк» мы поехали в Ригу. Там в устье Даугавы стоял гриновский четырёхмачтовый парусный корабль. Для нас устроили учебную тревогу, показали, как убирают паруса, научили разным командам. Мне очень пригодились зарисовки всяких корабельных деталей.— Сергей Капков

## Переиздания на DVD
Мультфильм неоднократно переиздавался на DVD в сборниках мультфильмов «Мир приключений» («Союзмультфильм», дистрибьютор «Союз»).